# Парламентские выборы в Эстонии (2011)
Парламентские выборы в Эстонии 2011 года прошли 6 марта; электронное голосование прошло с 19 февраля (начало голосования за пределами Эстонии) по 2 марта (день основных выборов). По пропорциональной избирательной системе при пороге в 5 % для партий был избран 101 депутат Рийгикогу — однопалатного парламента страны.
Решение о проведении выборов было подписано президентом Эстонии Тоомасом Хендриком Ильвесом 29 ноября 2010 года. На этих выборах впервые можно было идентифицировать свою личность с помощью мобильного телефона (т. н. «мобильный ID»).

## Участвовавшие партии, их рейтинги и итоговые результаты
| Партия | Партия                                           | № 1 в списке     | Мест на выборах-2007 | Рейтинг | Результаты                                |  |
| ------ | ------------------------------------------------ | ---------------- | -------------------- | --- | ----------------------------------------- |  |
|        | Партия реформ Эстонии                            | Андрус Ансип     | 31                   | 43 % (ноябрь 2010, Эстония), 33 % (ноябрь 2010, Таллин), 36 % (декабрь 2010), 36 % (январь 2011, TNS Emor), 25 % (январь 2011, Turu-Uuringute), 39 % (13 февраля 2011), 21 % (1 марта 2011, Turu Uuringute), 28 % (1 марта 2011, TNS Emor) | 164 221 (28,6 %; ▲ 0,8 %); 33 места (▲ 2) |  |
|        | Центристская партия Эстонии                      | Эдгар Сависаар   | 29                   | 23 % (ноябрь 2010, Эстония), 31 % (ноябрь 2010, Таллин), 23 % (декабрь 2010), 23 % (январь 2011, TNS Emor), 19 % (январь 2011, Turu-Uuringute), 13 % (1 марта 2011, Turu Uuringute), 25 % (1 марта 2011, TNS Emor)                         | 134 049 (23,3 %; ▼ 2,8 %); 26 мест (▼ 3)  |  |
|        | Союз Отечества и Res Publica (IRL)               | Март Лаар        | 19                   | 15 % (ноябрь 2010, Эстония), 20 % (ноябрь 2010, Таллин), 15 % (декабрь 2010), 16 % (январь 2011, TNS Emor), 12 % (январь 2011, Turu-Uuringute), 14 % (1 марта 2011, Turu Uuringute), 21 % (1 марта 2011, TNS Emor)                         | 117 929 (20,5 %; ▲ 2,6 %); 23 места (▲ 4) |  |
|        | Социал-демократическая партия Эстонии (SDE)      | Свен Миксер      | 10                   | 11 % (ноябрь 2010, Эстония), 9 % (ноябрь 2010, Таллин), 13 % (декабрь 2010), 14 % (январь 2011, TNS Emor), 9 % (январь 2011, Turu-Uuringute), 14 % (1 марта 2011, Turu Uuringute), 16 % (1 марта 2011, TNS Emor)                           | 98 304 (17,1 %; ▲ 6,5 %); 19 мест (▲ 9)   |  |
|        | Партия зелёных                                   | Алексей Лотман   | 6                    | 3 % (ноябрь 2010, Эстония), 4 % (ноябрь 2010, Таллин), 5 % (декабрь 2010), 4 % (январь 2011, TNS Emor), 2 % (январь 2011, Turu-Uuringute)                                                                                                  | 21 918 (3,8 %; ▼ 3,3 %); 0 мест (▼ 6)     |  |
|        | Народный союз                                    | Андрус Блок      | 6                    | 2 % (ноябрь 2010, Эстония), 1 % (ноябрь 2010, Таллин), 4 % (декабрь 2010), 2 % (январь 2011, TNS Emor), 2 % (январь 2011, Turu-Uuringute)                                                                                                  | 12 185 (2,1 %; ▼ 5 %); 0 мест (▼ 6)       |  |
|        | Русская партия (участвует как «Русская сборная») | Дмитрий Кленский | 0                    | | 5 027 (0,9 %; ▲ 0,7 %); 0 мест            |  |
|        | Партия эстонских христианских демократов         |                  | 0                    | | 2 930 (0,5 %; ▼ 1,2 %); 0 мест            |  |
|        | Партия независимости                             |                  | 0                    | | 2 570 (0,4 %; ▲ 0,2 %); 0 мест            |  |

Также в выборах приняли участие независимые кандидаты. К концу января 27 % избирателей не определились с выбором.

## Избирательные округа
| №  | Административные единицы                             | Мест | Результаты голосования (5 лидеров)                                                         |
| -- | ---------------------------------------------------- | ---- | ------------------------------------------------------------------------------------------ |
| 1  | Округа Хааберсти, Пыхья-Таллин и Кристийне в Таллине | 9    | ЦП — 32,4 %; ПР — 23,5 %; IRL — 20,7 %; SDE — 13,7 %; Март Хельме (независимый) — 4,7 %    |
| 2  | Округа Кесклин, Ласнамяэ и Пирита в Таллине          | 11   | ЦП — 40 %; ПР — 21,8 %; IRL — 17,4 %; SDE — 11,1 %; З — 3,9 %                              |
| 3  | Округа Мустамяэ и Нымме в Таллине                    | 8    | ПР — 32,3 %; ЦП — 25,3 %; IRL — 20,2 %; SDE — 15,1 %; З — 3,1 %                            |
| 4  | Уезды Харьюмаа (без Таллина) и Рапламаа              | 14   | ПР — 39,5 %; IRL — 22,2 %; SDE — 13,5 %; ЦП — 12,8 %; З — 4,7 %                            |
| 5  | Уезды Хийумаа, Ляэнемаа и Сааремаа                   | 6    | ПР — 32,7 %; SDE — 24,1 %; IRL — 16,4 %; ЦП — 15,2 %; З — 5,3 %                            |
| 6  | Уезд Ляэне-Вирумаа                                   | 5    | ПР — 26,8; SDE — 24,9 %; IRL — 21,3 %; ЦП — 16,6 %; НС — 6 %                               |
| 7  | Уезд Ида-Вирумаа                                     | 8    | ЦП — 54,5 %; ПР — 12,6 %; SDE — 12,5 %; IRL — 10,7 %; РП — 4 %                             |
| 8  | Уезды Ярвамаа и Вильяндимаа                          | 8    | SDE — 27,4 %; ПР — 27,1 %; IRL — 23 %; ЦП — 13,4 %; Андреас Рейнберг (независимый) — 3,4 % |
| 9  | Уезды Йыгевамаа и Тартумаа (без Тарту)               | 7    | ПР — 28 %; IRL — 26,1 %; SDE — 17,6 %; ЦП — 15,3 %; НС — 7,3 %                             |
| 10 | Город Тарту                                          | 8    | ПР — 34,4 %; IRL — 24,3 %; SDE — 18,7 %; ЦП — 15,4 %; З — 3,9 %                            |
| 11 | Уезды Вырумаа, Валгамаа и Пылвамаа                   | 9    | ПР — 26,9 %; SDE — 25,8 %; IRL — 20,8 %; ЦП — 18,5 %; НС — 3,8 %                           |
| 12 | Уезд Пярнумаа                                        | 8    | ПР — 28,5 %; IRL — 21,9 %; ЦП — 17,4 %; SDE — 12,5 %; З — 10,8 %                           |

## Кандидаты в депутаты
К 17 января 2011 года большинство партий опубликовали списки кандидатов в депутаты.
В первой десятке списка Партии реформ — Андрус Ансип, Юрген Лиги, Кейт Пентус, Пеэп Ару, Урмас Паэт, Игорь Грязин, Лаури Луйк, Рейн Ланг, Кристен Михал и Урмас Круузе.
В первой десятке Центристской партии — Эдгар Сависаар, Кадри Симсон, Энн Ээсмаа, Майлис Репс, Калев Калло, Ольга Сытник, Юри Ратас, Инара Луйгас, Михаил Стальнухин и Эстер Туйксоо.
В списке «Русской сборной» первыми десятью кандидатами стали Дмитрий Кленский, Андрей Лобов, Юрий Мишин, Станислав Черепанов, Геннадий Сухов, Геннадий Афанасьев, Андрей Ширяев, Николай Маспанов, Дмитрий Михайлов и Лариса Нещадимова.
В первой десятке кандидатов Социал-демократической партии — Свен Миксер, Индрек Саар, Раннар Васильев, Урве Пало, Яак Аллик, Яан Ыйнапуу, Каарел Рюйтли, Эйки Нестор, Каяр Лембер, Калев Коткас.
Первой десяткой кандидатов партии «Союз Отечества и Res Publica» стали Март Лаар, Юхан Партс, Эне Эргма, Хэлир-Вальдор Сеэдер, Кен-Марти Вахер, Маргус Тсахкна, Эрки Ноол, Урмас Рейнсалу, Свен Сестер и Марко Михкельсон.
Партия зелёных первыми десятью кандидатами выставила: Алексей Лотман, Ээрик-Нийлес Кросс, Марек Страндберг, Артур Талвик, Валдур Лахтвеэ, Пилле Томсон, Пеэп Мардисте, Мадис Мелзар, Тоомас Трапидо и Урмас Халлика.
Первой десяткой списка Народного союза стали Андрус Блок, Яан Тоотс, Май Трейал, Рийна Кулл, Вильяр Яаму, Георгий Быстров, Пеэтер Эрнитс, Ханнес Тоомсалу, Арво Сиренди и Роберт Нярска.
Около десяти нынешних депутатов не переизбирались.